# Niedobór syntazy 6-pirogronianotetrahydropteryny
Niedobór syntazy 6-pirogronianotetrahydropteryny – rzadka choroba genetyczna spowodowana mutacją w genie PTS kodującym enzym syntazę 6-pirogronianotetrahydropteryny (EC 4.2.3.12). Zmniejszenie aktywności enzymu powoduje obniżenie poziomu tetrahydrobiopteryny (BH4), będącej kofaktorem trzech hydroksylaz aminokwasów aromatycznych: 4-hydroksylazy fenyloalaniny, 5-hydroksylazy tryptofanu i 3-hydroksylazy tyrozyny. Jest też jednym z koenzymów syntazy tlenku azotu (NOS). Defekty syntezy/regeneracji BH4 powodują hiperfenyloalaninemię i niedobór neurotransmiterów, serotoniny i dopaminy.